# 비옥산성
비옥산성(飛玉山城)은 울산광역시 울주군 온산읍에 있는 산성이다. 2000년 11월 9일 울산광역시의 문화재자료 제15호로 지정되었다.

## 현지 안내문
이 성은 온양읍 동상리 상서마을의 북쪽 비옥산 산정에 위치하여 동상리 성지라고도 부른다. 체성은북쪽~남동 방향이며 남쪽으로 회야강과 남창지역을 관망하기에 좋다. 성벽은 길이 500m, 높이 150cm 정도 남아 있는데, 평면은 원형이다.
비옥산성은 자연석을 가공하여 내탁(성벽의 안팎을 모두 수직에 가까운 석벽으로 쌓는 방법) 수법으로 쌓은 성인데, 주변에는 하산 봉수대, 서생포 만호진성, 운화리 성지 등이 옛 유적이 분포하고 있어 동남해안 방어에 중요한 역할을 하였을 것으로 짐작된다.

## 참고 자료
- 비옥산성 - 국가유산청 국가유산포털